# Taejong de Joseon
El rey Taejong de Joseon (13 de junio de 1367 – 30 de mayo de 1422) fue el tercer rey de la dinastía Joseon de Corea y el padre del rey Sejong, el Grande. Su nombre de nacimiento fue Yi Bang-won. 
Yi Bang-won fue nombrado funcionario de la dinastía Goryeo en 1382. En 1392, ayudó a su padre, el rey Taejo, a derrocar a la dinastía Goryeo para fundar la dinastía Joseon. Por estos servicios, esperaba ser nombrado sucesor del trono. Sin embargo, su padre se inclinó por su octavo hijo y medio hermano de Yi Bang-won, Yi Bang-seok, lo que desataría la lucha de los príncipes. Como resultado de este conflicto, Yi Bang-seok fue asesinado y su hermano mayor Yi Bang-gwa proclamado como Rey Jeongjong, aunque Yi Bang-won retuvo el poder real. Después del levantamiento fallido del general Bak Po, el Rey Jeongjong, quien temía a su hermano menor, decidió abdicar a su favor ese mismo año.

## Reinado de Taejong

### Primeros años
Yi Bang-won asumió el trono como tercer rey de Joseon bajo el nombre de Taejong. Al principio de su reinado, el anterior gran rey Taejo se negó a renunciar a su sello real, que daba legitimidad en el gobierno de cualquier rey. 
Taejong ejecutó políticas para probar su capacidad para gobernar. Uno de sus primeros actos fue la abolición del privilegio que gozaban algunos funcionarios y aristócratas para mantener ejércitos privados, lo que incrementó significativamente el número de efectivos empleados en la milicia nacional. Taejong también revisó la legislación relacionada con los impuestos de propiedad sobre la tierra y el registro de sujetos al Estado, lo que permitió incrementar la recaudación.
Durante el reinado de Taejong se inició el sistema del hopae, una forma temprana de identificación que registra el nombre y la residencia del portador, utilizada para controlar el movimiento de personas. También se colocó un gran tambor frente a su corte, para que la gente común, cuando tenían algunos problemas, pudieran ir al palacio y consultar al rey.

### Características de su reinado
Taejong de Joseon creó un gobierno central fuerte y consolidó una monarquía absoluta. En 1399, Taejong desempeñó un papel influyente en la disolución de la Asamblea Dopyeong, un consejo de la antigua administración gubernamental que tenía el monopolio del poder judicial durante los últimos años de la dinastía Goryeo. En su lugar, se creó el Consejo de Estado de Joseon (의정부), una nueva rama de la administración central que giraba en torno al rey y sus edictos. 
Después de aprobar la legislación de documentación y tributación, el Rey Taejong emitió un nuevo decreto en el que todas las decisiones aprobadas por el Consejo de Estado solo podían entrar en vigencia con la aprobación del rey. Esto puso fin a la costumbre de los ministros y asesores judiciales de tomar decisiones a través del debate y las negociaciones entre ellos, y así llevó el poder regio a nuevos niveles. Poco después, Taejong instaló una oficina, conocida como la Oficina de Sinmun, para escuchar los casos en que los sujetos agraviados sintieron que habían sido explotados o tratados injustamente por funcionarios del gobierno o aristócratas.
Sin embargo, Taejong mantuvo las reformas de Jeong Do Jeon intactas en su mayor parte. Promovió el confucianismo, que se parecía más a la filosofía política que a una religión, degradando así el budismo, que estaba lejos de la vida cotidiana y provocó el decaimiento del poder de los reyes de Goryeo en ese entonces. Taejong cerró muchos templos establecidos por los reyes de Goryeo, se apoderó de sus grandes posesiones y las agregó al tesoro nacional.
En política exterior, era un hombre de línea dura: atacó a los Jurchen en la frontera norte y a los piratas japoneses en la costa sur. Taejong también es conocido por ser responsable de la Invasión Ōei de la Isla Tsushima en 1419. Promovió las publicaciones, el comercio y la educación. Al mismo tiempo, fundó y alentó a Uigeumbu, la guardia real y la policía secreta. En 1418, abdicó y le dio el trono a Sejong, el Grande de Joseon, pero continuó gobernando con puño de hierro, decidiendo asuntos importantes y ejecutando al suegro de Sejong, Shim On y al hermano de Shim.
Taejong ejecutó o exilió a muchos de sus seguidores que lo ayudaron a ascender al trono para fortalecer la autoridad real. Para limitar la influencia de los suegros, también mató a los cuatro hermanos de su reina Won-gyeong y los suegros de su hijo Sejong. 
Taejong sigue siendo una figura controvertida que mató a muchos de sus rivales (incluidos Jeong Mong-ju y Jeong Do-jeon) y familiares para ganar poder. Sin embargo, gobernó de manera efectiva para mejorar las vidas de la población, fortalecer la defensa nacional y establecer una base sólida para la sucesión de su hijo Sejong. 
Taejong era conocido por su pasión por la caza, considerada indecorosa en un gobernante.